# Oxalis morronei
Oxalis morronei är en harsyreväxtart som beskrevs av Alicia López & Múlgura. Oxalis morronei ingår i släktet oxalisar, och familjen harsyreväxter. Inga underarter finns listade i Catalogue of Life.